# Stanisław Dobiński z Dobni
Stanisław Dobiński z Dobni herbu Rola (zm. przed 20 lutego 1734 roku) – burgrabia krakowski od 1720 roku, major kawalerii królewskiej.
Jako poseł na sejm konwokacyjny 1733 roku z województwa krakowskiego był członkiem konfederacji generalnej zawiązanej 27 kwietnia 1733 roku na tym sejmie.